# Massimo Camin
Massimo Camin (Bolzano, 1º maggio 1988) è un ex hockeista su ghiaccio italiano, di ruolo portiere.

## Carriera

### Club

#### Giovanili
Camin iniziò l'attività hockeistica al Caldaro all'età di 5 anni. A tredici passò alle giovanili del Bolzano, dove disputò mezza stagione prima di passare al Vipiteno.
Durante un campo di allenamento in Germania venne notato dagli osservatori degli Adler Mannheim, nelle cui giovanili (Jungadler Mannheim) giocherà per due stagioni (2004-2005 e 2005-2006), aggiudicandosi in entrambe la Deutsche NachwuchsLiga.
Passò dunque alla squadra canadese della Greater Metro Jr "A" Hockey League, i King Wild, coi quali fallì di poco la conquista del titolo. Nell'anno trascorso in Nord America fu ospite dell'ex portiere della Nazionale italiana, Mike Rosati.

#### Professionismo
Tornato in Italia, trovò sistemazione all'HC Merano, in serie A2. Nella prima stagione da semiprofessionista raccolse 28 presenze. Passò poi nel 2008-2009 all'HC Egna dove raccolse 15 presenze, mettendo a segno anche un assist.
Nell'estate del 2009 passò in massima serie ai friulani dell'SG Pontebba, come secondo di Andrea Carpano. Gli infortuni di Carpano prima e di Andrej Hočevar, che era subentrato come portiere titolare a dicembre, durante i play-off gli consentirono di raccogliere le sue prime presenze in Serie A.
Dopo due stagioni fece ritorno a Caldaro disputando il campionato di Serie A2, mentre per la stagione 2012-13 venne scelto dall'HC Bolzano con i quali rimase fino al 2014.

### Nazionale
Nel 2006 disputò e vinse con la Nazionale Under-18 il mondiale di categoria di Seconda Divisione, disputato a Merano, dove fu anche nominato miglior portiere del torneo. L'anno successivo fu convocato per i mondiali Under-20, ma senza scendere sul ghiaccio.
Nel 2009 fu preselezionato nella Nazionale maggiore per il raduno di preparazione alla tappa di novembre dell'Euro Ice Hockey Challenge, non venendo poi però convocato per la manifestazione.

## Palmarès

### Club
- Deutsche Nachwuchsliga: 2

Jungadler Mannheim: 2004-2005, 2005-2006

### Nazionale
- Campionato mondiale di hockey su ghiaccio Under-18 - Seconda Divisione: 1

Italia 2006